# Judith Amaechi
Judith Obiajulu Amaechi, de soltera Nwankwo, (Enugwu Ukwu, 24 de diciembre de 1970) es la directora de la Empowerment Support Initiative (ESI) que hace campaña contra el VIH/sida, defiende los derechos de la mujer y del niño y promueve la igualdad de género y la educación de las niñas en Nigeria.

## Trayectoria
Amaechi nació en el Estado de Anambra. Cursó sus estudios de secundaria en el Federal Government Girls' College de Abuloma. Después asistió a la Rivers State University (RVSU), donde se graduó como profesional de la planificación urbana y regional. Se casó con el exgobernador del estado de Rivers Chibuike Amaechi y tienen tres hijos.
Amaechi lanzó el 16 de octubre de 2008 la Empowerment Support Initiative, una organización no gubernamental (ONG) que ofrece apoyo práctico y asesoramiento a mujeres y niños, especialmente a los más desfavorecidos. En junio de 2009, en un discurso con motivo del Día Internacional de las Viudas, Amaechi pidió que se revisaran las leyes autóctonas y las prácticas consuetudinarias que causan angustia a las viudas, sumiéndolas a veces en la más absoluta pobreza. En marzo de 2010, visitó Israel con la comisaria estatal de Asuntos de la Mujer, Manuela George-Izunwa, para inspeccionar granjas y hablar de la formación y el desarrollo de la agricultura entre las mujeres del estado de Rivers.
En 2009, Amaechi patrocinó un programa gratuito de desparasitación masiva de niños del estado de Rivers. Fue una firme defensora de la Ley de Derechos del Niño aprobada en el estado de Rivers en 2010, cuyo objetivo es prevenir los abusos contra los niños. En agosto de 2010, inauguró un espacio de Tecnología de la Información y la Comunicación, que ofrece formación informática gratuita durante cuatro semanas en vacaciones a estudiantes de primer y segundo ciclo de secundaria.